# Frederick Mosteller
Charles Frederick Mosteller (* 24. Dezember 1916 in Clarksburg, West Virginia; † 23. Juli 2006 in Falls Church) war einer der bedeutendsten Statistiker des 20. Jahrhunderts. Er war Gründungsdirektor des Statistik-Departments an der Harvard University von 1957 bis 1969.

## Leben
Mosteller war Präsident mehrerer bedeutender wissenschaftlicher Vereinigungen, u. a. der Psychometric Society, der American Statistical Association, des Institute of Mathematical Statistics, der American Association for the Advancement of Science und des International Statistical Institute. 1954 wurde er in die American Academy of Arts and Sciences gewählt, 1961 in die American Philosophical Society und 1974 in die National Academy of Sciences.
Mosteller erhielt Ehrendoktortitel von der University of Chicago (1973), der Carnegie Mellon University (1974), der
Yale University (1981), der Wesleyan University (1983) und der Harvard University (1993). Er war auch Ehrenmitglied der Royal Statistical Society.
Den Kritikern von Statistiken entgegnete er den Spruch: „It is easy to lie with statistics, but easier to lie without them!“
In seiner privaten Zeit beschäftigte er sich mit der Zauberkunst und veröffentlichte in Zauberzeitschriften mehrere Artikel speziell zur Zauberei mit Spielkarten.

## Schriften
- Robert Ray Bush, Frederick Mosteller: Stochastic Models for Learning. Wiley, New York 1955

## Nachweise
1. ↑  Nachruf in der Washington Post
2. ↑  J. G. Thompson, Jr.: My Best, 1945, Seite 368

| Personendaten    | Personendaten                 |
| ---------------- | ----------------------------- |
| NAME             | Mosteller, Frederick          |
| ALTERNATIVNAMEN  | Mosteller, Charles Frederick  |
| KURZBESCHREIBUNG | US-amerikanischer Statistiker |
| GEBURTSDATUM     | 24. Dezember 1916             |
| GEBURTSORT       | Clarksburg, West Virginia     |
| STERBEDATUM      | 23. Juli 2006                 |
| STERBEORT        | Falls Church                  |